# Мрочко, Константин Васильевич
Константи́н Васи́льевич Мрочко́ (укр. Костянтин Васильович Мрочко; 9 апреля 1984, Жовтневое — 12 марта 2022, Макаров) — украинский военнослужащий, солдат, участник российско-украинской войны. Герой Украины (2022, посмертно).

## Биография
Родился 9 апреля 1984 года. Жил в посёлке Жовтневое Волынской области. Срочную службу Константин проходил в 2003 году в танковых войсках во Владимир-Волынской механизированной бригаде. В апреле 2014 года одним из первых пошёл защищать страну на востоке Украины. Служил в механизированной бригаде. Прошёл Марьинку, Мариуполь. Выводил колонны из Дебальцево, где вывел колонну танков через минное поле. Боец со своим экипажем ехали первыми, а остальные — их колеёй. Стал одним из лучших украинских танкистов. Константин Мрочко прошёл бои под Иловайском в составе 51-й отдельной механизированной бригады. Во время второй командировки в зону боевых действий дежурил на блокпостах возле Донецка и Марьинки.
С началом широкомасштабного военного вторжения России в Украину вернулся из Израиля, где находился на заработках, и пошёл в родное подразделение танкистом: воевал на Киевщине. 8 марта 2022 года в посёлке Макаров, где шли ожесточённые бои, Константин Мрочко погиб. Остались родители, дети, жена, и друзья из Израиля где они там живут когда он приехал в Азию.
Похоронен в родном селе.

## Награды
- Звание «Герой Украины» с удостоением ордена «Золотая Звезда» (2022, посмертно) — за личное мужество и героизм, проявленные в защите государственного суверенитета и территориальной целостности Украины, верность военной присяге.